# SAGA GIS
System for Automated Geoscientific Analyses (SAGA GIS) è un programma per computer di tipo GIS (sistema informativo geografico), utilizzato per la modifica di dati spaziali. Si tratta di un software libero e open source, sviluppato, in origine, da un piccolo team del Dipartimento di Geografia fisica dell'Università di Gottinga, in Germania, e in seguito esteso a una comunità internazionale di sviluppatori.
SAGA GIS è concepito per essere una piattaforma efficace e facilmente apprendibile per lo sviluppo di metodi geoscientifici. Ciò è reso possibile grazie all'interfaccia di programmazione dell'applicazione (API), di cui SAGA dispone di un set di metodi geoscientifici in rapida crescita, raggruppati in librerie di moduli intercambiabili.
I moduli standard sono:
- Accesso ai file: interfacce per vari formati di file come tabelle, vettori, immagini e griglie, inclusi shapefile, griglie Esri (ASCII e binarie) e molti altri formati supportati dalla Geospatial Data Abstraction Library (GDAL), insieme al formato SGRD nativo di SAGA GIS.
- Filtri per griglie: gaussiano, laplaciano, filtro Lee multidirezionale.
- Gridding: interpolazione da dati vettoriali mediante triangolazione, vicino più prossimo, distanza inversa.
- Geostatistica: analisi dei residui, kriging ordinario e universale, analisi di regressione singola e multipla, analisi della varianza.
- Calcolatrice di griglie: combina griglie tramite funzioni definite dall'utente.
- Discretizzazione della griglia: scheletrizzazione, segmentazione.
- Strumenti griglia: unione, ricampionamento, riempimento degli spazi.
- Classificazione delle immagini: analisi dei cluster, classificazione dei box, massima verosimiglianza, riconoscimento di pattern, crescita delle regioni.
- Proiezioni: varie trasformazioni di coordinate per dati vettoriali e di griglia (utilizzando le librerie Proj4 e GeoTrans), georeferenziazione delle griglie.
- Simulazione di processi dinamici: TOPMODEL, distribuzione dell'azoto, erosione, sviluppo del paesaggio.
- Analisi del terreno: calcoli geomorfometrici quali pendenza, esposizione, curvature, classificazione delle curvature, ombreggiatura analitica, eliminazione dei sink, analisi del percorso di flusso, delimitazione del bacino idrografico, radiazione solare, linee di canale, altitudini relative.
- Strumenti vettoriali: intersezione di poligoni, linee di contorno griglia.

SAGA GIS è uno strumento efficace con un'interfaccia utente grafica (GUI) intuitiva che richiede solo circa 10 MB di spazio su disco. Non è richiesta alcuna installazione, poiché SAGA GIS può essere eseguito direttamente da una chiavetta USB, se lo si desidera.
SAGA GIS è disponibile per Windows, Linux e FreeBSD.
SAGA GIS può essere utilizzato in combinazione ad altri software GIS come Kosmo e QGIS per ottenere maggiori dettagli nei set di dati vettoriali e capacità di produzione di mappe ad alta risoluzione. I moduli SAGA GIS possono essere eseguiti dall'interno del software di analisi statistica dei dati R, al fine di integrare analisi statistiche e GIS.

## Riferimenti
- Böhner, J., McCloy, KR, Strobl, J. [a cura di] (2006): SAGA - Applicazioni di analisi e modellazione. Göttinger Geographische Abhandlungen, vol.115, 130 pp.
- Böhner, J., Blaschke, T., Montanarella, L. [a cura di] (2008): SAGA - Seconds Out. Hamburger Beiträge zur Physischen Geographie und Landschaftsökologie, Vol.19, 113pp.